# Kau Sai Chau

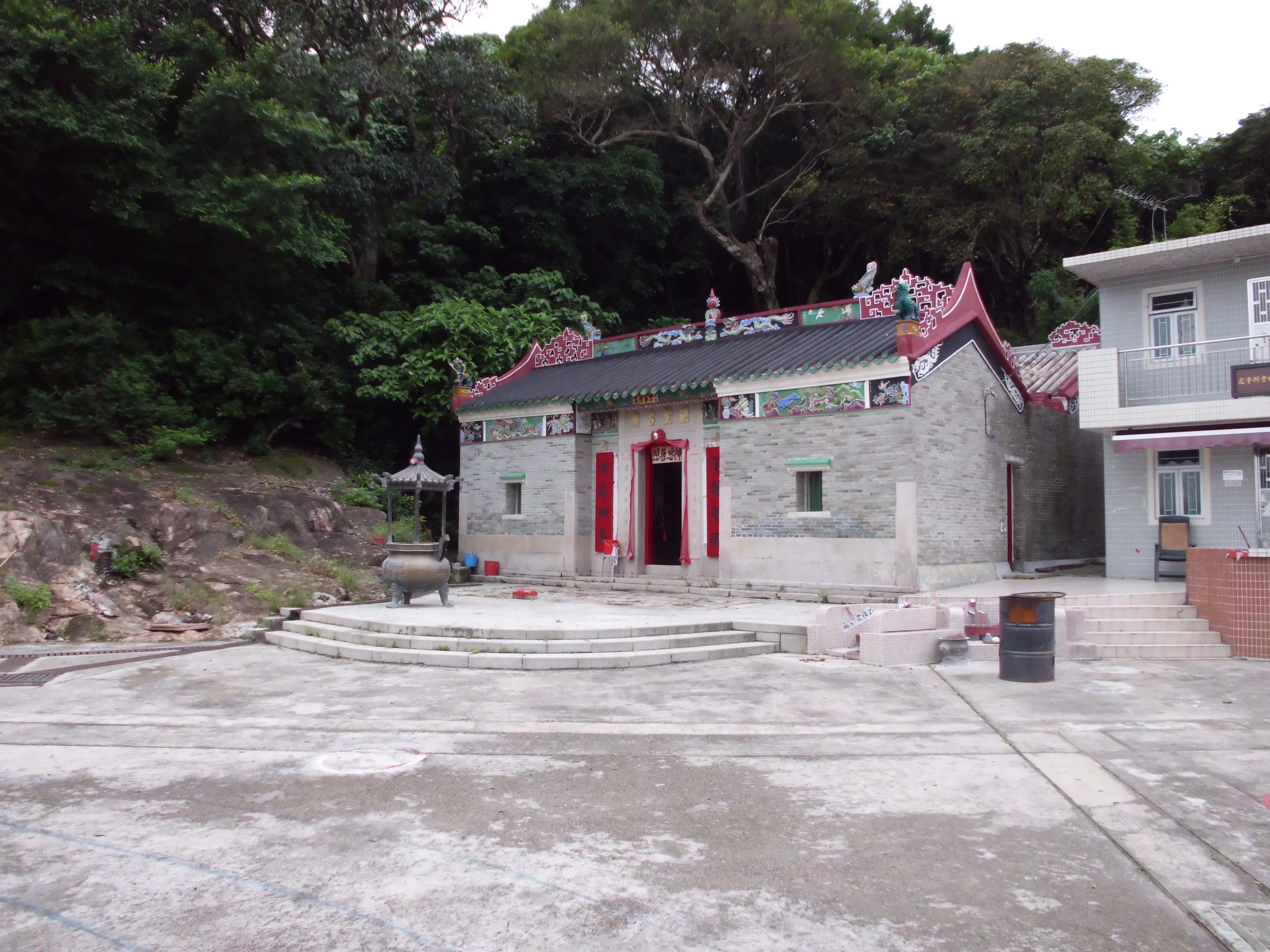
Temple Hung Shing à Kai Sai Chau.

Kau Sai Chau (chinois traditionnel : 滘西洲) est une île d'une superficie de 6,70 km2 située au large du littoral de Sai Kung, à Hong Kong. Sous l'autorité du district de Sai Kung, elle est la sixième plus grande île du territoire de Hong Kong.

## Géographie
Kau Sai Chau est située au sud de la péninsule de Sai Kung. Sa rive nord fait partie de la limite sud de Port Shelter (en), dont elle est la plus grande île. Kau Sai Chau est reliée au nord par un brise-lames à la petite île de Yim Tin Tsai. La pointe sud de l'île est séparée de l'île de Jin (en) par un détroit étroit. Elle a une altitude maximale de 216 m.

## Lieux d'intérêts
Le village de Kau Sai, situé à la pointe sud de l'île, est un petit hameau de pêcheurs comportant une dizaine de maisons.
Deux monuments déclarés de Hong Kong sont situés sur l'île : une Hong Kong à la préhistoire (en)[Quoi ?] préhistorique et un temple dédié à Hung Shing (en).
La gravure sur roche préhistorique, découverte en 1976, est située sur la côte nord-ouest de l'île où "il est très difficile d'y accéder par voie terrestre".
Le temple dédié à Hung Shing, se trouve dans le sud de l'île, près du village de Kau Sai, dont il est le seul temple. Construit avant 1889, il est fait de briques grises et d'une toiture en bois. Le temple a été rénové quatre fois: en 1949, dans les années 1970, en 1988, et la dernière fois d'août 1999 à février 2000. Cette restauration a été nommée "Projet Remarquable" par les Récompenses du Patrimoine de la région Asie-Pacifique de l'UNESCO de l'année 2000. Préalablement certifié monument historique de rang III, le temple est devenu monument déclaré le 15 novembre 2002. La Fête de Hung Shing (洪聖誕) est célébrée le 13e jour du 2e mois du calendrier luni-solaire chinois.

## Transport
Un service régulier par bateau relie la ville de Sai Kung à l'embarcadère du parcours de golf public. D'autres parties de l'île peuvent être atteintes par bateau privé depuis la jetée de Sai Kung. Le Jockey Club de Hong Kong exploite trois ferries Solar Sailor par heure qui se rendent sur l'île. De même, le village de Kau Sai est accessible en 40 minutes environ en marchant le long de la conduite d'alimentation en eau gérée par le gouvernement.